# Bogusław Koperski
Bogusław Stanisław Koperski (ur. 10 maja 1937 w Warszawie, zm. 18 grudnia 2001 w Warszawie) – polski dziennikarz prasowy, radiowy i telewizyjny.

## Życiorys
W 1954 ukończył  XI Liceum Ogólnokształcące im. Mikołaja Reja w Warszawie. Był studentem Orientalistyki na  Uniwersytecie Warszawskim. Debiutował jako sekretarz komisji propagandy ZG Mot. Od 1 marca 1961 do 31 maja 1964. Po zwycięstwie w konkursie został zatrudniony w piśmie Motor na stanowisku kierownika działu sportu. Od 29 maja 1980 do 31 maja 1981  pracował w komitecie ds radia i telewizji jako kierownik programów motoryzacyjnych. Następnie ponownie został kierownikiem działu sport w piśmie Motor. Od 31 maja 1991 roku był kierownikiem redakcji pisma Auto motor i sport. Był autorem programów radiowych i telewizyjnych o tematyce motoryzacyjnej. Został pochowany na Cmentarzu Powązkowskim (kwatera 86, rząd 5, miejsce 23 i 24)